# Aubigné-Racan
Aubigné-Racan is een gemeente in het Franse departement Sarthe (regio Pays de la Loire). De plaats maakt deel uit van het arrondissement La Flèche. Aubigné-Racan telde op 1 januari 2022 2.131 inwoners.

## Geografie
De oppervlakte van Aubigné-Racan bedroeg op 1 januari 2022 32,03 vierkante kilometer; de bevolkingsdichtheid was toen 66,5 inwoners per km².

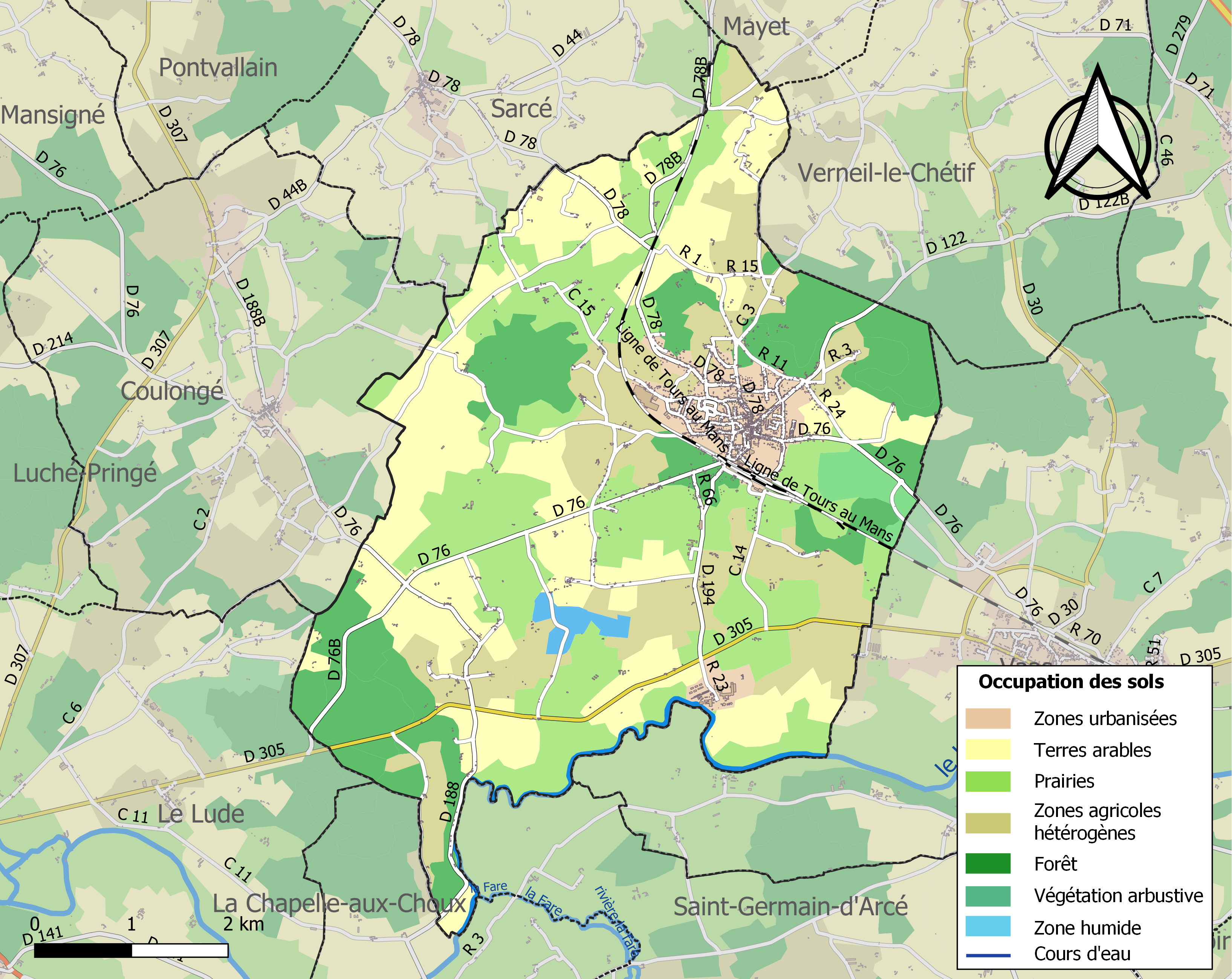
Kaart van de gemeente met de belangrijkste infrastructuur, bodemgebruik en omliggende gemeenten

## Demografie
Onderstaande figuur toont het verloop van het inwonertal (bron: INSEE-tellingen).